# فرودگاه آرکسان

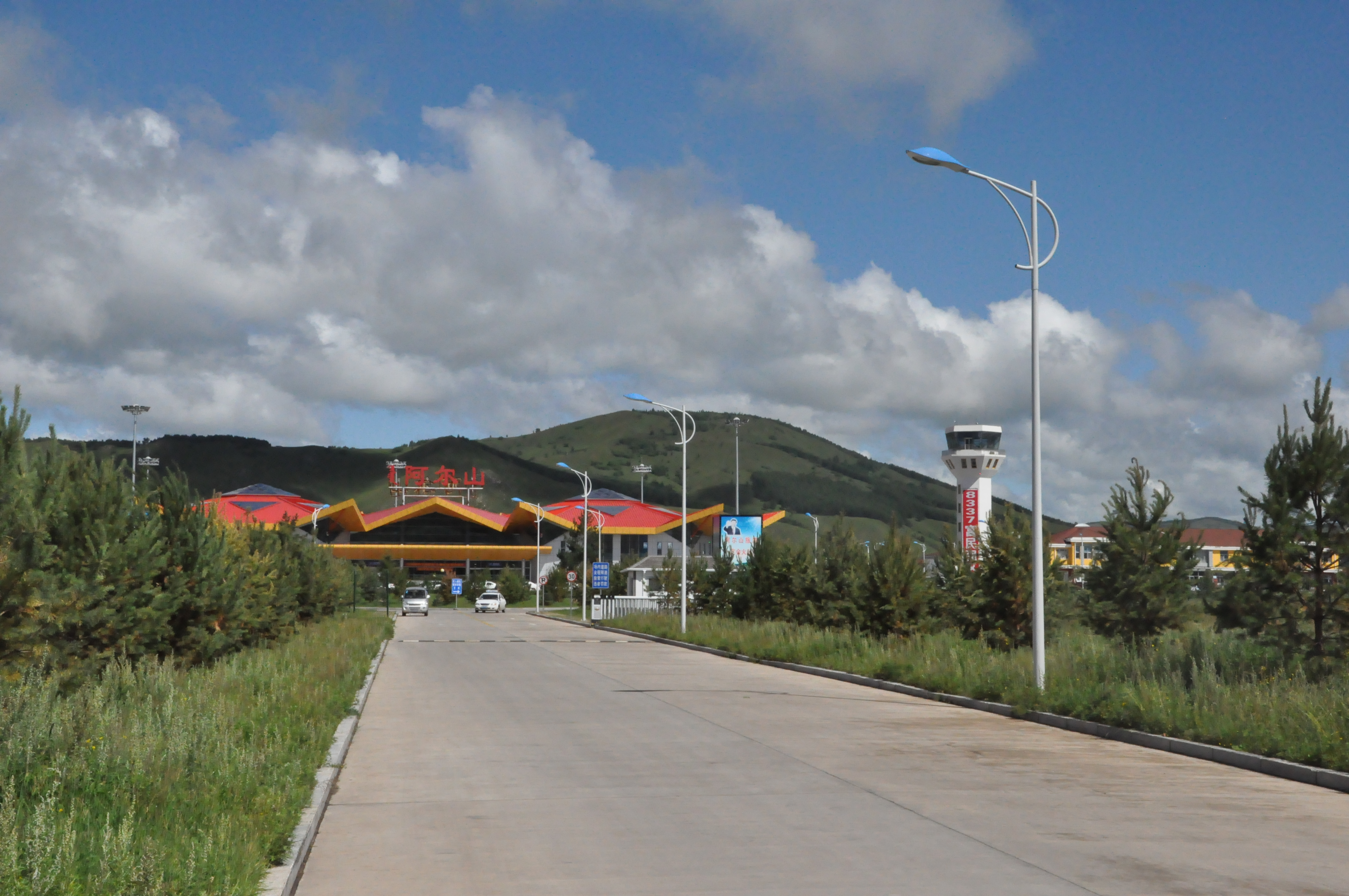
فرودگاه آرکسان ، نگاهی به ترمینال فرودگاه و برج مراقبت در مسیر فرودگاه

فرودگاه آرکسان (به انگلیسی: Arxan Airport) یک فرودگاه همگانی با کد یاتا YIE است . این فرودگاه در شهر آرکسان کشور چین قرار دارد .

## شرکت‌های هواپیمایی و مقصدهای پروازی
| شرکت‌های هواپیمایی      | مقصدهای پروازی       |
| ---------------------- | -------------------- |
| بیجینگ کپیتال ایرلاینز | پکن                  |
| China Express Airlines | هوهوت بایتا، Ulanhot |
| چاینا یونایتد ایرلاینز | پکن نانیوان          |